# Hermann Müller (Leichtathlet)
Hermann Müller (* 18. April 1885 in Berlin; † 19. Januar 1947 ebenda) war ein deutscher Leichtathlet, der bei den Olympischen Zwischenspielen 1906 in Athen die Silbermedaille im 3000-Meter-Gehen gewann (15:20,0 min). 
Er startete bei diesen Spielen auch im Marathonlauf, bei dem er Neunter wurde (3:21:00,0 h; 41,860 Kilometer). Im 5-Meilen-Lauf gab er das Rennen auf.
Er war zum Start bei den Olympischen Spielen 1908 vorgesehen, konnte aber nicht anreisen, da er zu einem Gerichtstermin zu erscheinen hatte. 1911 wurde er „auf Lebzeit“ gesperrt: Er hatte, als Arbeitsloser, Pokale und Siegerpreise ins Leihhaus gebracht, was als Verstoß gegen den Amateurstatus ausgelegt wurde. Nach dem Ersten Weltkrieg geriet die Sperre in Vergessenheit.
1921 stellte er zwei Weltrekorde auf:
- 20-km-Gehen (Straße): 1:38:26 h am 17. Juli 1921 in Berlin
- 50-km-Gehen (Straße): 4:40:14 h am 11. September 1921 in München

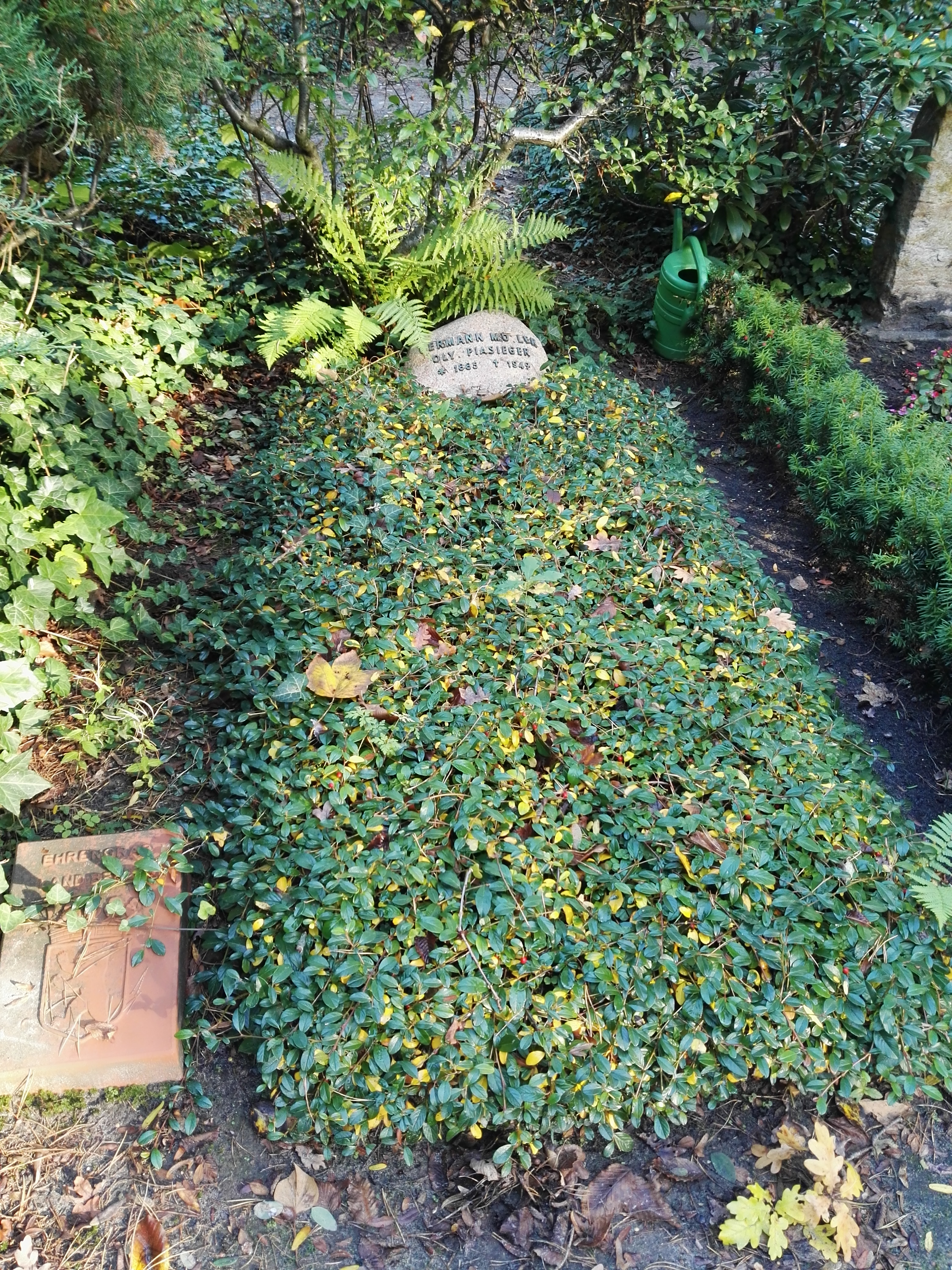
Grab von Hermann Müller auf dem Friedhof Heerstraße in Berlin-Westend

Müller gehörte dem SC Komet Berlin an. In seiner Wettkampfzeit war er 1,65 m groß und wog 52 kg.
Hermann Müller starb im Januar 1947 im Alter von 61 Jahren in Berlin. Sein Grab befindet sich auf dem landeseigenen Friedhof Heerstraße in Berlin-Westend (Grablage: II-W 15-5-28). Die letzte Ruhestätte von Hermann Müller war seit 1962 als Ehrengrab des Landes Berlin gewidmet. Die Widmung ist inzwischen aufgehoben.